# Château Durtail
Le château Durtail est un château en ruines situé dans la commune de Saint-Romain-de-Lerps dans le département de l'Ardèche en France.

## Géographie
À hauteur de Desagnes, non loin de la route allant de Châteaubourg à Saint-Romain-de-Lerps

## Historique et architecture
Il possédait une tour octogonale, visible avant 1954, dont on peut voir la base. Ce fief fut érigé en baronnie avant le XVIe siècle et possédait deux églises et un château. La ruine de Durtail remonterait aux guerres de Religion.
Sa juridiction s'étendit sur toute la commune de Cornas, la majeure partie de Saint-Romain-de-Lerps et plusieurs parcelles de Glun, Châteaubourg et Saint-Péray. Lors de la IIe croisade, la terre de Durtail appartenait à Arnaud de Cristo qui la remit en gage au sire de Tournon vers 1146/1147. Vers 1216/1217, Guy/Guigon de Tournon prêta hommage lige à l'évêque de Valence, Humbert de Mirabel, pour le château de Durtail[source insuffisante].
- Le fief passe ensuite, successivement, à partir de 1667, aux Lévis-Ventadour, héritiers des Tournon, puis aux de Lamotte-Corin : Claude de Lamothe, noble habitant de Saint-Péray, achète en 1672 aux deux frères Charles et Henri de Lévis, pour 33 000 livres ; il meurt sans postérité en 1682, en laissant à son neveu Jean Bouvier de Montmeyran, qui était son châtelain à Durtail depuis l'acquisition de 1672 et qui, dans sa jeunesse, tua en duel vers 1654 le sieur de La Barge, seigneur de La Roche de Glun ;
- aux de Bouvier-Montmeyran : ledit Jean Bouvier, baron de Cornas et Durtail († en 1712), laisse à sa fille Louise Bouvier de Montmeyran († 1736), épouse en 1682 de - Claude-François de Coston, major (capitaine) de Valence ; le frère de Louise, François Bouvier de Montmeyran, major de Valence, était † à Valence en 1702, tué en duel par François Jourdan baron de Saint-Lager, futur conseiller du roi et procureur général à Lyon ;
- enfin aux Coston[3] : le fils cadet de Louise Bouvier et Claude-François de Coston, - Jean-Charles de Coston-St-Romain, hérite de Durtail et meurt en 1746 à Valence d'un coup d'épée reçu en 1745, en laissant Durtail à son propre fils - Charles-Louis de Coston-St-Romain, né en 1741, chevalier de St-Louis : ce dernier baron de Durtail accepta la Révolution, même s'il fut emprisonné sous la Terreur, et devint le juge de paix de St-Péray en 1796-1799, avant de mourir très âgé en 1837. Son fils - François-Gil(i)bert de Coston (né en 1780 à Valence et † en 1848 dans son domaine des Thévenins à Besayes et Charpey)[réf. souhaitée], rescapé des guerres napoléoniennes, devenu manchot à Aboukir, officier de la Légion d'honneur en 1813, baron de l'Empire, fut l'auteur d'une « Biographie des premières années de Napoléon Bonaparte (1840) ».